# مارکوس جنسن
مارکوس جنسن (انگلیسی: Marcus Jensen؛ زادهٔ ۱۴ دسامبر ۱۹۷۲) بازیکن بیس‌بال اهل ایالات متحده آمریکا بود.
از باشگاه‌هایی که در آن بازی کرده‌است می‌توان به تگزاس رنجرز و سنت لوئیس کاردینالز اشاره کرد.
وی در مسابقات کشوری و بین‌المللی در مجموع برندهٔ ۱ مدال طلا، ۱ مدال نقره شده‌است.